# 吕贝克主教座堂

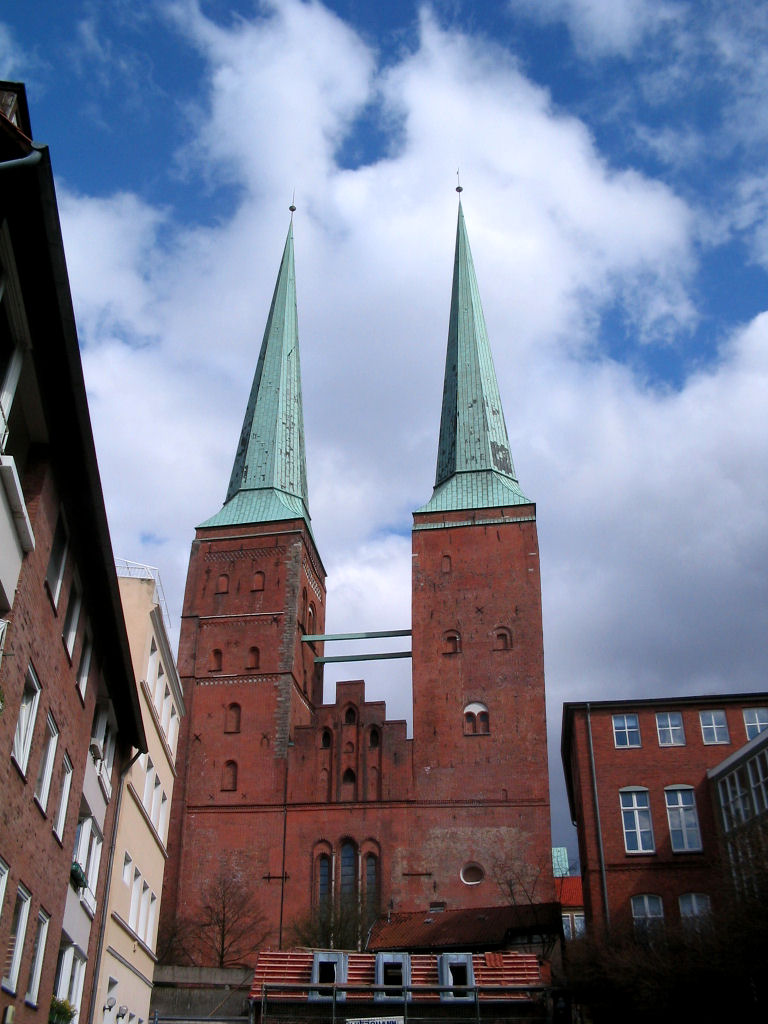
吕贝克主教座堂

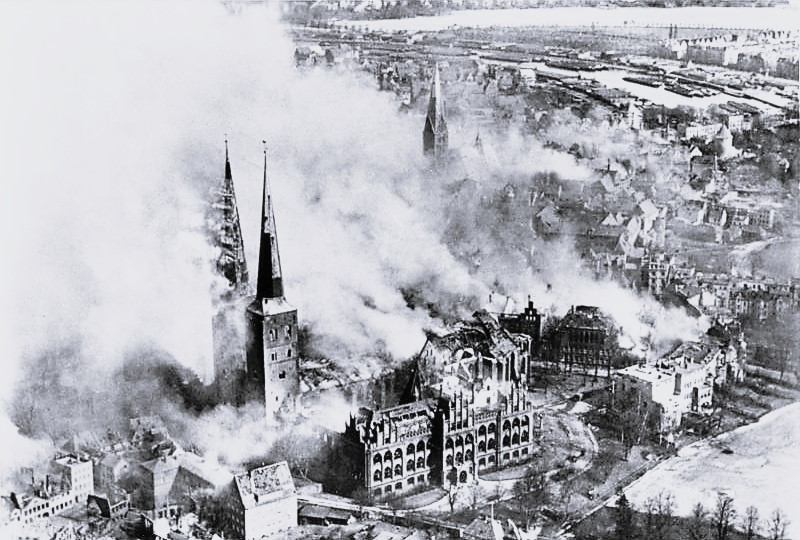
1942年空袭之后

吕贝克主教座堂（德語：Dom zu Lübeck）是一座大型的砖砌路德会教堂，位于德国吕贝克，是世界遗产的一部分。
它由狮子亨利始建于1173年，作为吕贝克教区主教的座堂。在第二次世界大战期间（1942年），教堂部分被炸毁，管風琴也在火災中損失，教堂后来重建。
教堂著名的伯恩特·诺特科（Bernt Notke）和 Thomas Quellinus 雕塑的作品在1942年轰炸中幸存了下来。汉斯·梅姆林（Hans Memling）著名的祭坛现在在吕贝克的圣安妮博物馆。現在的教堂完建于1982年。
教堂墓地的山毛櫸是 1873 年，大教堂慶祝 700 週年紀念，當時種植了路德紀念山毛櫸樹的一棵分支。

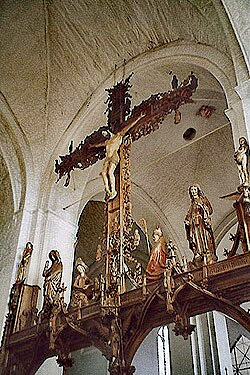
Crixifix of Bernt Notke
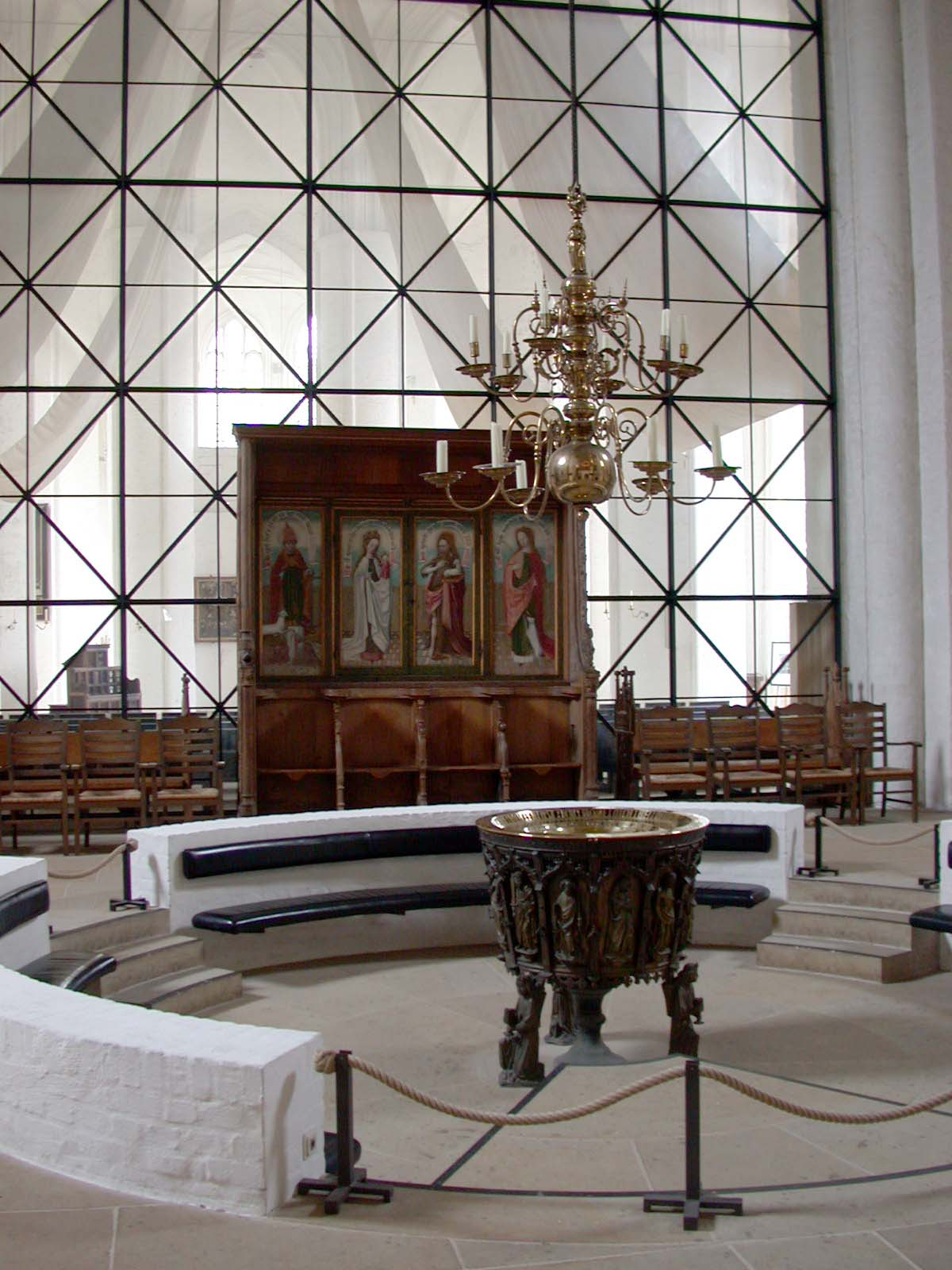
Baptismal font of Lorenz Grove
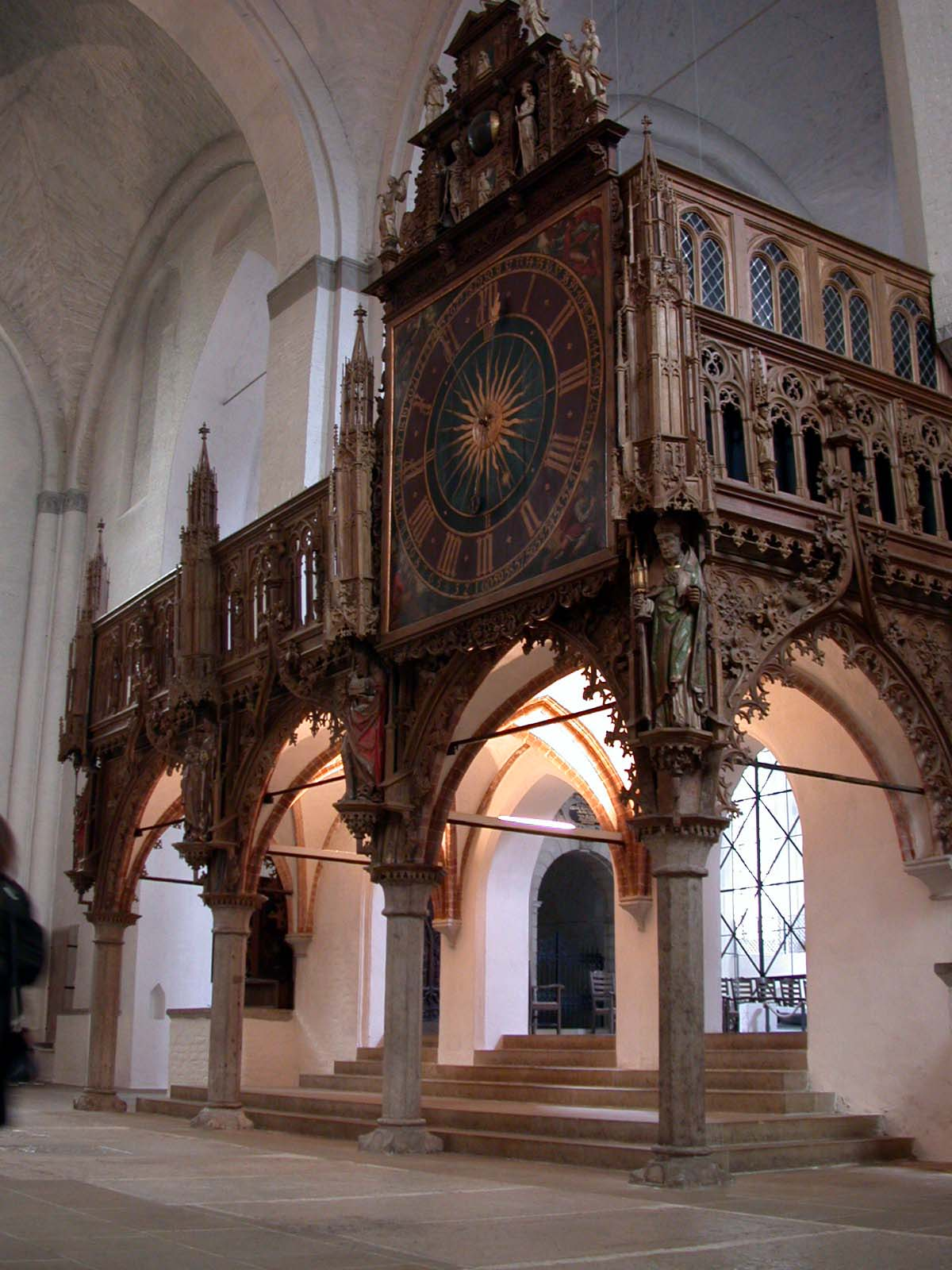
Rood screen
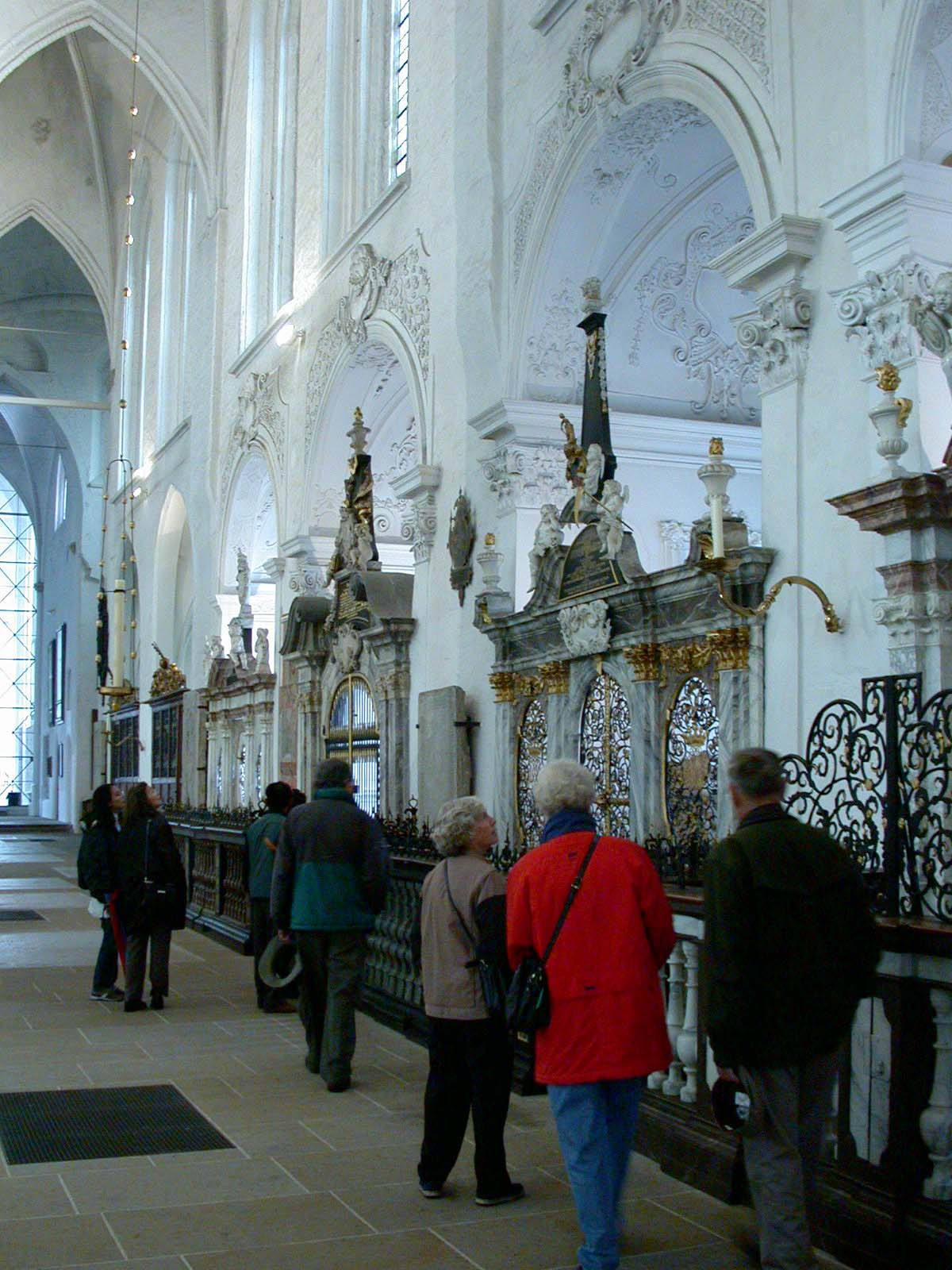
Funeral chapels